# 요슈코 옐리치치
요슈코 옐리치치(Joško Jeličić, 1971년 1월 5일 ~ )는 크로아티아의 전 축구 미드필더이다. 2002년 K리그의 포항 스틸러스에서 활약하였으며, K리그에 등록된 공식 한글 이름은 옐라이다.

## 수상

### 하이두크 스플리트
- 유고슬라비아 컵

우승 (1회) : 1991
- 프르바 HNL

우승 (1회) : 1992
- 크로아티아 컵

우승 (1회) : 1993

### 디나모 자그레브
- 프르바 HNL

우승 (4회) : 1992-93, 1997-98, 1998-99, 1999-2000
- 크로아티아 컵

우승 (3회) : 1994, 1998, 2001